# Realtidsstrategi
Realtidsstrategi, förkortat RTS, är en datorspelsgenre och undergenre till strategidatorspel. Vanligtvis går spelen inom genren ut på att spelarna ska bygga upp trupper och/eller byggnader och sedan strategiskt använda dessa för att vinna över sina fiender. Utmärkande för RTS-spel är även att spelen sker i realtid istället för i vändor. Spel av den sistnämnda typen kallas turordningsstrategi (som Heroes of Might and Magic) där spelet står still och väntar på att spelarna ska utföra en eller flera handlingar innan turen går till nästa spelare.
Inom RTS är ekonomisk användning av tiden viktigt. Om spelaren låter tiden gå kan fiendens styrkor hinna mobilisera sig (om det är ett krigsspel) eller marknadsläget förändras (om det är ett managementspel). Utmaningen består oftast i att bygga en bas, samla resurser, bygga upp en armé och bekämpa fiendens styrkor.
Det första riktiga realtidsstrategispelet heter Herzog Zwei och släpptes till Sega Mega Drive 1989 av Tecnosoft. Spelet som gjorde genren populär var dock Dune 2 (Westwood Studios, 1992). En skillnad med Dune 2 var att det släpptes till PC-formatet, vilket kom att få de flesta större realtidsstrategispelen.

## Urval av titlar inom genren
- Age of Empires

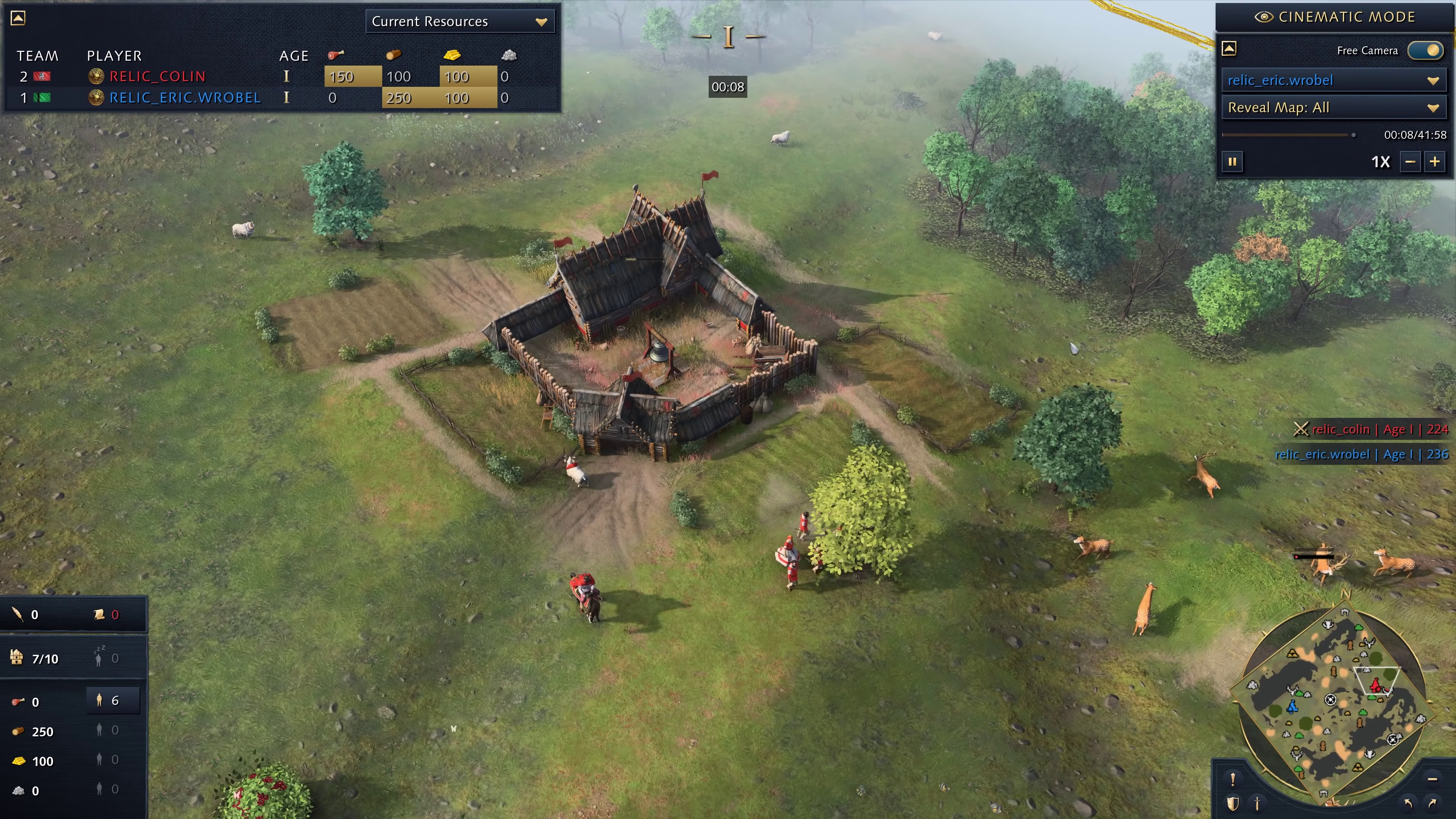
Bild från Age of Empires IV som visar spelarens centrala byggnad och paneler som visar resurser och en karta i miniatyr.

- Ancient Conquest: Quest for the Golden Fleece
- Command & Conquer-serien
- Company of Heroes
- Dune 2
- Empire Earth
- Hegemony-serien
- Men of War-serien
- Pikmin (datorspelsserie)
- Rise of Nations
- Starcraft, expansionen Brood War
- Starcraft II: Wings of Liberty, expansionerna Heart of the Swarm och Legacy of the Void.
- Stronghold
- Stronghold Crusader
- Total Annihilation
- Tribal Wars
- Warcraft

## Multiplayer online battle arena (MOBA)
MOBA (Multiplayer online battle arena) en undergenre till realtidsstrategi där spelarna är indelade i två lag och kontrollerar en spelfigur var.
- Defense of the Ancients (Dota)
- Dota 2
- Heroes of Newerth
- League of Legends
- Heroes of the Storm